# 战火爱火
《战火爱火》（英語：Every Time We Say Goodbye）是1986年上映的美国劇情片，由汤姆·汉克斯和克里斯蒂娜·马西拉克主演。汉克斯扮演的是一个非犹太人美国人，驻扎在耶路撒冷巴勒斯坦託管地，爱上了一个塞法迪犹太人家庭的女孩。
这部电影的特点是部分使用了拉迪諾語。这对年轻的情侣有着非常不同的背景和宗教文化差异，这部电影讲述了一段被禁止的爱情，以及面对偏见所做出的牺牲。

## 演员
- 汤姆·汉克斯 饰演 David Bradley
- Cristina Marsillach 饰演 Sarah Perrara
- Benedict Taylor 饰演 Peter Ross
- Anat Atzmon 饰演 Victoria Sasson
- Gila Almagor 饰演 Lea
- Monny Moshonov（英语：Moni Moshonov） 饰演 Nessim (credited 饰演 Monny Moshonov)
- Avner Hiskyahu 饰演 Raphael (credited 饰演 Avner Hiskyahu)
- Esther Parnass 饰演 Rosa
- Orna Porat 饰演 Mrs. Finkelstein
- Nissim Azikri 饰演 Shaltiel (credited 饰演 Nissim Azikry)
- Moshe Ivgy 饰演 Daniel (credited 饰演 Moshe Ivgi)
- Orit Weisman 饰演 Mathilda
- David Menachem 饰演 Elie
- Avi Keidar 饰演 Sammy
- Alon Aboutboul 饰演 Joseph (credited 饰演 Alan Abovtboul)
- Dafna Armoni 饰演 Clara (credited 饰演 Daphne Armony)

## 评价
当时，《战火爱火》被认为是最昂贵的以色列电影(370万美元)，然而，这部电影是一个票房炸弹，全球票房只有278623美元。直到今天，根据Box Office Mojo的数据，这部电影仍然是汉克斯主演的票房最低的电影。人们对这部电影的评论最多也就是不温不火。Reviews of the film were lukewarm at best, and the film had a limited release in theaters.